# Aleksandr Kołdunow
Aleksandr Iwanowicz Kołdunow, ros. Александр Иванович Колдунов (ur. 20 września 1923 we wsi Moszczinowo, zm. 7 czerwca 1992 w Moskwie) – radziecki dowódca wojskowy, as myśliwski II wojny światowej, naczelny dowódca Wojsk Obrony Przeciwlotniczej Kraju – zastępca ministra obrony ZSRR (1978–1987), główny marszałek lotnictwa (1984), członek Komitetu Centralnego KPZR (1981–1989), deputowany do Rady Najwyższej ZSRR 9., 10. i 11. kadencji (1974–1989), dwukrotny Bohater Związku Radzieckiego (1944, 1948).

## Życiorys
Urodził się 20 września 1923 we wsi Moszczinowo w guberni smoleńskiej w rodzinie robotniczej. Ukończył szkołę średnią w Elektrougli, pilotażu uczył się w aeroklubie w Reutowie (obwód moskiewski).
W 1941 wstąpił do Armii Czerwonej. W marcu 1943, podczas II wojny światowej, ukończył Wojskową Szkołę Lotniczą im. Aleksandra Miasnikowa w Krasnym Kutie. Od maja 1943 walczył na froncie w 594. Szturmowym Pułku Lotniczym. Pierwsze zwycięstwo zanotował 21 czerwca 1943 w rejonie rzeki Doniec. W ciągu kilku miesięcy 1943 szybko awansował: od młodszego pilota, poprzez pilota, zastępcę dowódcy, do dowódcy eskadry – stanowiska, które pełnił do końca wojny. Uczestniczył m.in. w bitwie o Dniepr, operacji dnieprowsko-karpackiej, operacji jasko-kiszyniowskiej, operacji budapeszteńskiej oraz w wyzwoleniu Rumunii, Bułgarii, Jugosławii, Węgier, Czechosłowacji i Austrii.
Na początku maja 1944 został dowódcą eskadry 866. Pułk Lotnictwa Myśliwskiego 288. Dywizji Lotnictwa Myśliwskiego 17 Armii Lotniczej w składzie 3 Frontu Ukraińskiego. Odbył 223 loty bojowe, podczas których w 45 bitwach lotniczych zestrzelił 15 nieprzyjacielskich samolotów oraz 1 w grupie. 2 sierpnia 1944, za odnotowane zwycięstwa dekretem Prezydium Rady Najwyższej ZSRR został uhonorowany tytułem Bohatera Związku Radzieckiego z jednoczesnym wręczeniem Medalu „Złota Gwiazda” oraz Orderu Lenina.
W sumie, podczas II wojny światowej, odbył 412 lotów bojowych, uczestnicząc w 96 bitwach lotniczych, podczas których zestrzelił 46 nieprzyjacielskich samolotów i 1 zespołowo. 23 lutego 1948, z okazji rocznicy powstania Armii Radzieckiej, został wyróżniony drugą „Złotą Gwiazdą” Bohatera Związku Radzieckiego i Orderem Lenina.
Na koncie Aleksandra Kołdunowa jest również jedna walka z pilotami amerykańskimi. 7 listopada 1944, w pobliżu Niszu w Jugosławii, dwie grupy amerykańskich samolotów P-38 „Lightning” przez pomyłkę zaatakowały kolumnę wojsk radzieckich. Podczas walki zostało zabitych 20 radzieckich żołnierzy i oficerów, w tym dowódca Korpusu Piechoty generał-lejtnant Grigorij P. Kotow. W celu odparcia nalotu została podniesiona eskadra myśliwców na czele z Aleksandrem Kołdunowem, który z narażeniem życia zbliżył się do amerykańskiego samolotu, pokazując czerwone gwiazdy na kadłubie, ale został ostrzelany, a dwa radzieckie samoloty zostały zestrzelone. Odpowiedzią było zestrzelenie 3 samolotów amerykańskich, w tym 1 zestrzelił Kołdunow. Na skutek tych działań wybuchł skandal dyplomatyczny, po którym Amerykanie przyznali się do pomyłki i przeprosili Rosjan, ale w statystykach zestrzelone amerykańskie samoloty nie były liczone.
W czasie wojny latał na jakowlewach, był dwukrotnie lekko ranny, kilkakrotnie wracał na uszkodzonym samolocie, ale nigdy nie był zestrzelony. Uplasował się w pierwszej dziesiątce najskuteczniejszych radzieckich pilotów myśliwskich okresu II wojny światowej.
Po wojnie kontynuował służbę w Siłach Powietrznych Armii Radzieckiej jako dowódca pułku i dywizji lotniczej oraz zastępca dowódcy i dowódca Wojsk Lotniczych – I zastępca dowódcy Zakaukaskiego Okręgu Wojskowego. W 1952 ukończył studia na Akademii Wojsk Lotniczych w Monino, a w 1960 ukończył Akademię Wojskową Sztabu Generalnego w Moskwie.
Po ukończeniu akademii został przeniesiony do Wojsk Obrony Przeciwlotniczej, gdzie od sierpnia 1970 do grudnia 1975 dowodził Wojskami Obrony Przeciwlotniczej Moskiewskiego Okręgu Wojskowego. W latach 1975–1978 był I zastępcą, a następnie naczelnym dowódcą Wojsk Obrony Przeciwlotniczej Kraju – zastępcą ministra obrony ZSRR (1978–1987). W maju 1987, po skandalicznym locie niemieckiego pilota Mathiasa Rusta do Moskwy i lądowaniu na placu Czerwonym nieopodal cerkwi Wasyla Błogosławionego, został zdymisjonowany i przeszedł na emeryturę.
Kandydat na członka Komitetu Centralnego KPZR (1971–1976) i członek KC KPZR (1981–1989), deputowany do Rady Najwyższej ZSRR od 9. do 11. kadencji (1974–1989).
Zmarł 7 czerwca 1992 w Moskwie i został pochowany na Cmentarzu Nowodziewiczym.

## Awanse
- generał major lotnictwa
- generał porucznik lotnictwa – 1970
- generał pułkownik lotnictwa – 1972
- marszałek lotnictwa – 28 października 1977
- główny marszałek lotnictwa – 31 października 1984

## Odznaczenia
(wybór)
- Medal „Złota Gwiazda” Bohatera Związku Radzieckiego (2 sierpnia 1944, 23 lutego 1948)
- Order Lenina – trzykrotnie
- Order Czerwonego Sztandaru – sześciokrotnie
- Order Aleksandra Newskiego
- Order Wojny Ojczyźnianej I stopnia – dwukrotnie
- Order Czerwonej Gwiazdy
- Order „Za służbę Ojczyźnie w Siłach Zbrojnych ZSRR” III stopnia
- Nagroda Leninowska (1984)